# Rathaussturm

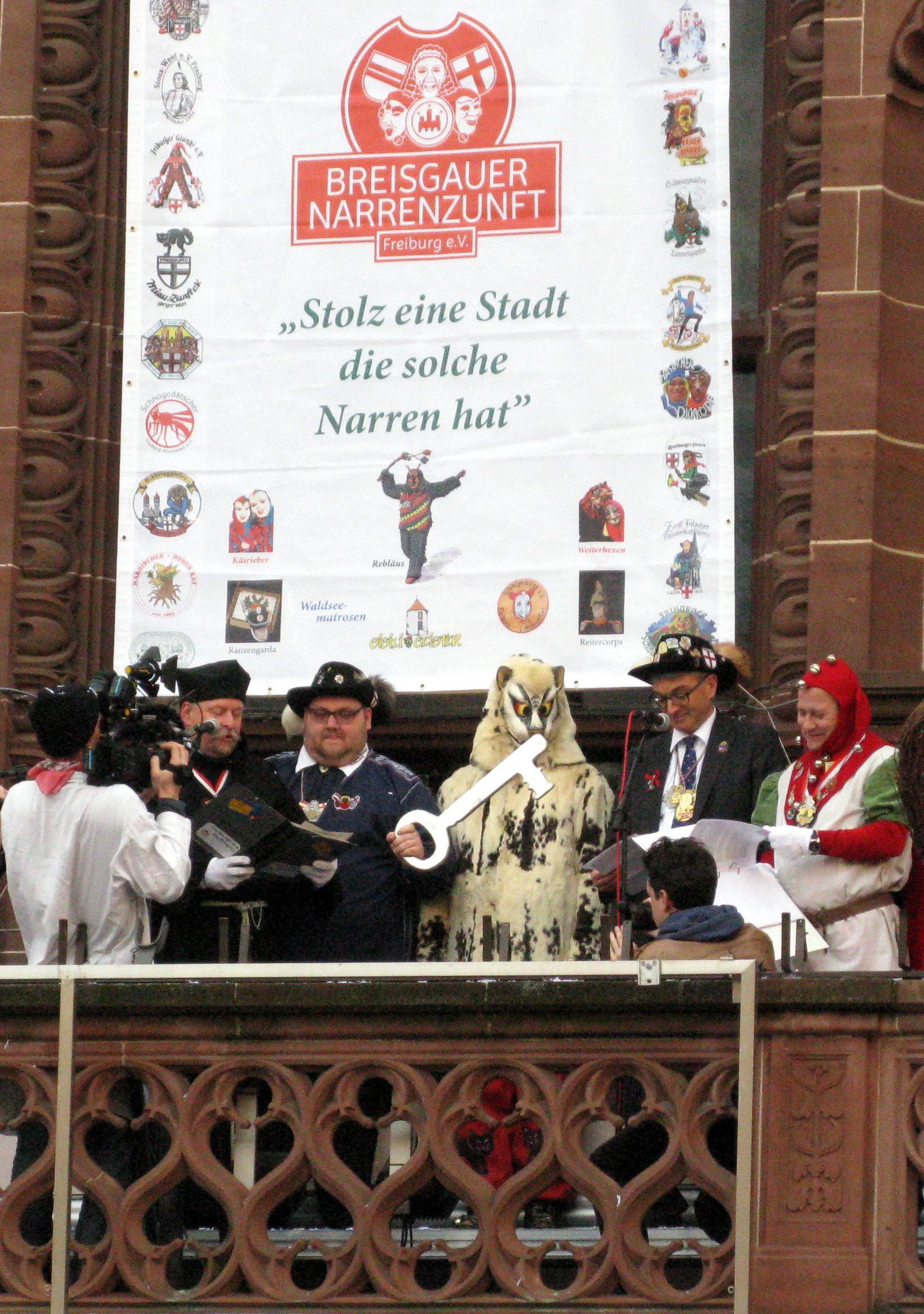
Sturm aufs Rathaus am Schmotzigen Donnerstag in Freiburg im Breisgau mit Schlüsselübergabe

Als Rathaussturm wird die jährlich zu Beginn des Karnevals stattfindende symbolische Besetzung des örtlichen Rathauses durch die Narren bezeichnet, die insbesondere im ehemals preußischen Rheinland, aber auch anderswo in Deutschland Brauch ist. Der Bürgermeister wird „gezwungen“, den Rathausschlüssel an die Narren zu übergeben und damit die gewohnte Ordnung während der „Fünften Jahreszeit“ außer Kraft zu setzen.
Im Verlauf der Zeremonie wird häufig der „Amtsschimmel“ im Allgemeinen karikiert oder die Narren erinnern an spektakuläre Ereignisse und Patzer der Verwaltung im vergangenen Jahr. Historischer Hintergrund ist z. B. für Düsseldorf ein Brauch aus dem 14. Jahrhundert, als Möhnen einmal im Jahr von den Ratsherren zu einem Festessen eingeladen wurden. Daraus entwickelte sich die kurzzeitige „Machtübernahme“ des Rathauses. In Sulzbach am Taunus oder in Erfurt ist noch heute üblich, dass die Karnevalsvereine unter Trommelwirbel und Musik vor dem Rathaus antreten, um das Gebäude einzunehmen. In Sulzbach wurden 1969 auch Kanonen vor dem Dorfgemeinschaftshaus aufgestellt, um ihren „Angriff“ noch zu unterstreichen. Oftmals wird der Schlüssel zum Rathaus bzw. zur Verwaltung nicht freiwillig herausgegeben, sondern der jeweilige Bürgermeister von den Narren herausgeführt.
In einer anderen Bedeutung kann der Rathaussturm auch gesehen werden: Die im Zuge der Märzrevolution 1848 eingenommenen Rathäuser wurden oftmals auch als Rathaussturm bezeichnet, neben sozialen Forderungen kam es dabei auch immer wieder zu einem Austausch der Bürgermeister.
Am 7. Juni 1933 eskalierte der Machtkampf zwischen SA- und NSDAP-Funktionären in Glückstadt und die SA besetzte kurzerhand das Rathaus. Einen Rathaussturm von SA und NSDAP fand am 9. März 1933 auch in Trossingen statt.

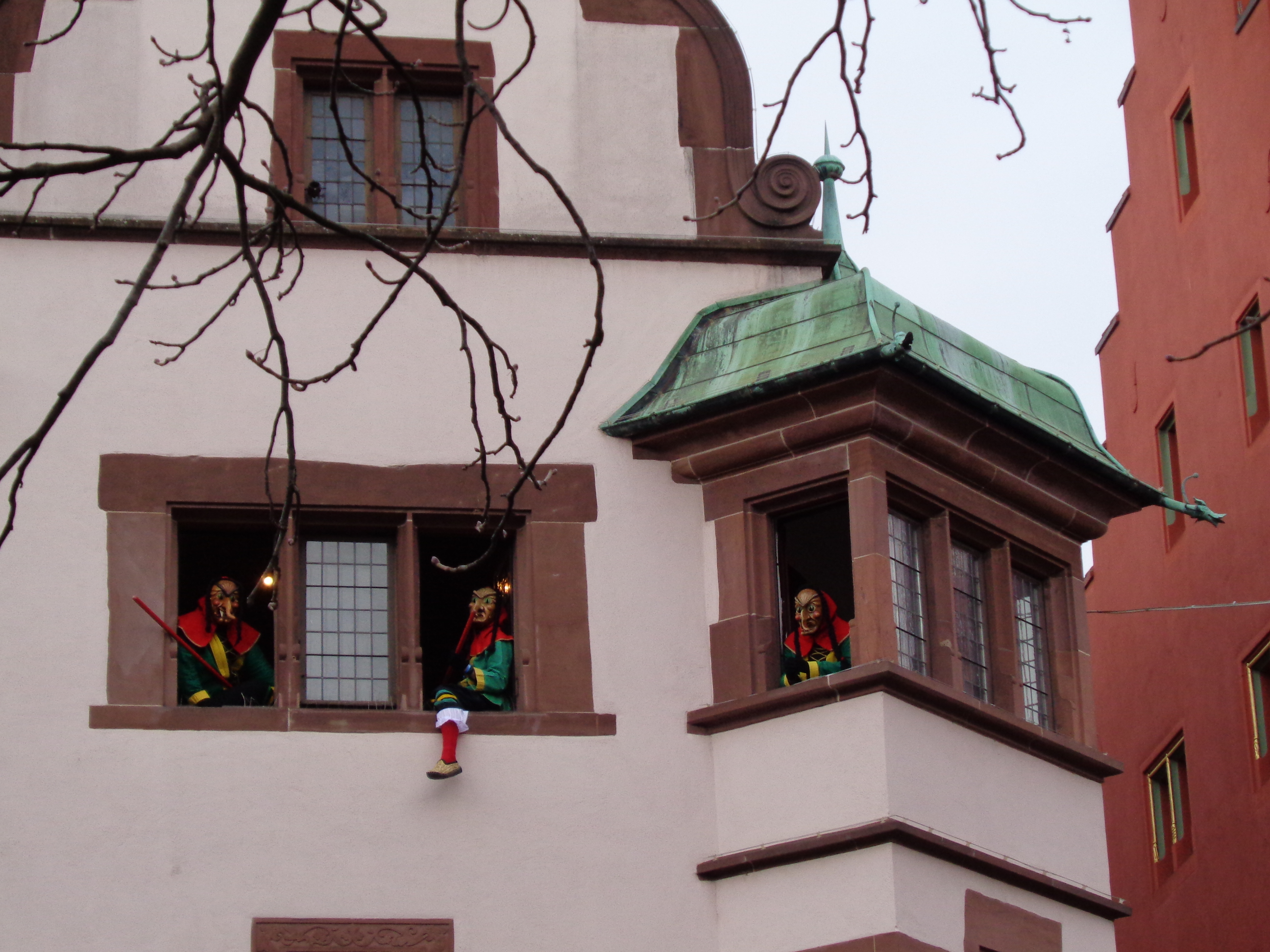
Freiburger Hexen besetzen das Rathaus, Fastnachtskampagne 2023